# Малий Кум
Малий Кум (словен. Mali Kum) — поселення в общині Загорє-об-Саві, Засавський регіон, Словенія. Висота над рівнем моря: 811,5 м.